# باولو بوتشوني
باولو بوتشوني (بالإيطالية: Paolo Silvio Boccone) (1633 - 1704) عالم نبات إيطالي من صقلية. وُلد في عائلة ثرية، وبدأ اهتمامه بالنباتات في سن مبكرة. وكرس معظم حياته لدراسة علم النبات.

## حياته
ولد في باليرمو ، وكان دائم الزيارة للحديقة النباتية (l'Orto Botanico) التي أسسها في ميسينا الطبيب الروماني بيترو كاستيلي، الذي أصبح أستاذه.
سافر عبر صقلية إلى كورسيكا وباريس ولندن وحصل على درجة الدكتوراه في بادوفا.نشر Recherches et notes naturelles (باريس ، 1671 ؛ طبعة مصورة وموسعة إلى حد كبير أمستردام ، 1674) ، والتي اهتمت بمختلف نظريات الطبيعة ، وقدمت مساهمات مهمة في مجالات علم الحفريات والطب وعلم السموم.
عمل كعالم نباتات لدى فرديناندو الثاني دي ميديشي ، دوق توسكانا الأكبر وإبنه، كوزيمو الثالث.وصف باولو بوتشوني العديد من النباتات النادرة في صقلية ، ومالطا ، وإيطاليا ، وبيدمونت ، وألمانيا.
في عام 1682 ، دخل باولو بوتشوني من الرهبان السيسترسية واتخذ اسم Silvio. بعد هذا التحول ، يقال إنه قد تخلى عن دراسته الشغوفة لعلم النبات، على الرغم من أنه واصل رحلاته.
توفي باولو بوتشوني في ألتوفونتي بدير سانتا ماريا دي ألتوفونتي، بالقرب من باليرمو.

## أعماله
- الأبحاث والملاحظات المتعلقة بالشعاب المرجانية ، والحجر النجمي ، وأحجار الصدف ، إلخ ... ، أمستردام .1674.
- البحث والملاحظات الطبيعية. امستردام : عند جان جانسون ، 1674.
- أيقونات وأوصاف النباتات النادرة في صقلية ومالطا والغال وإيطاليا 1674.

## انظر أيضاً

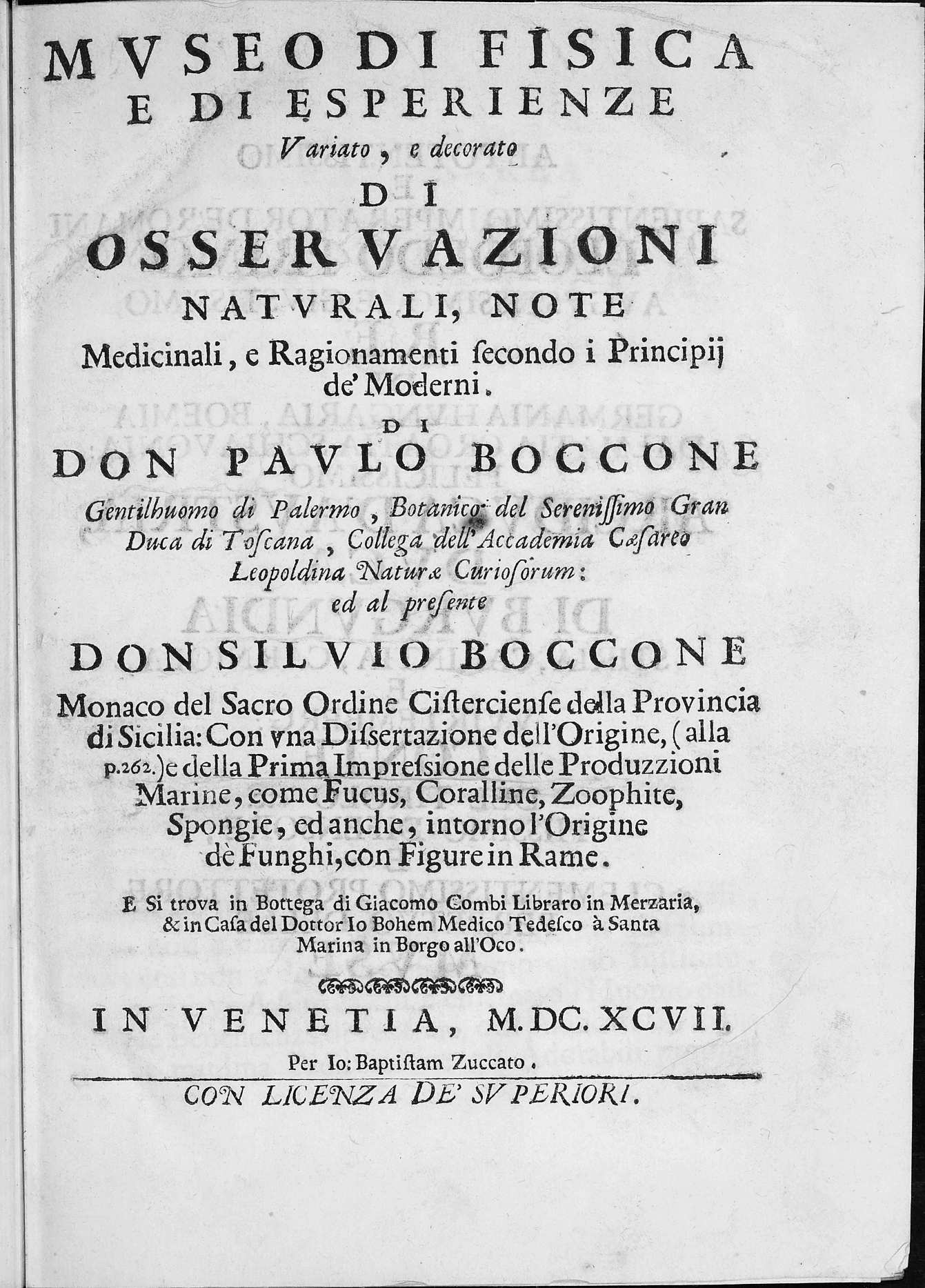
متحف الفيزياء والتجارب ، 1697

## وصلات خارجية
- باللغة الفرنسية أعشاب باولو بوتشوني (مخطوطة)
- باللغة الإيطالية متحف الفيزياء والتجارب، مزين بالملاحظات
- باولو بوتشوني (1674) البحوث والملاحطات الطبيعية